# نيكولا جيوردانو
نيكولا جيوردانو (بالإيطالية: Nicola Giordano)‏ هو كيميائي وعالم إيطالي، ولد في 16 يونيو 1931 في مسينة في إيطاليا، وتوفي بنفس المكان في 10 مايو 1996.